# طلای مسکو

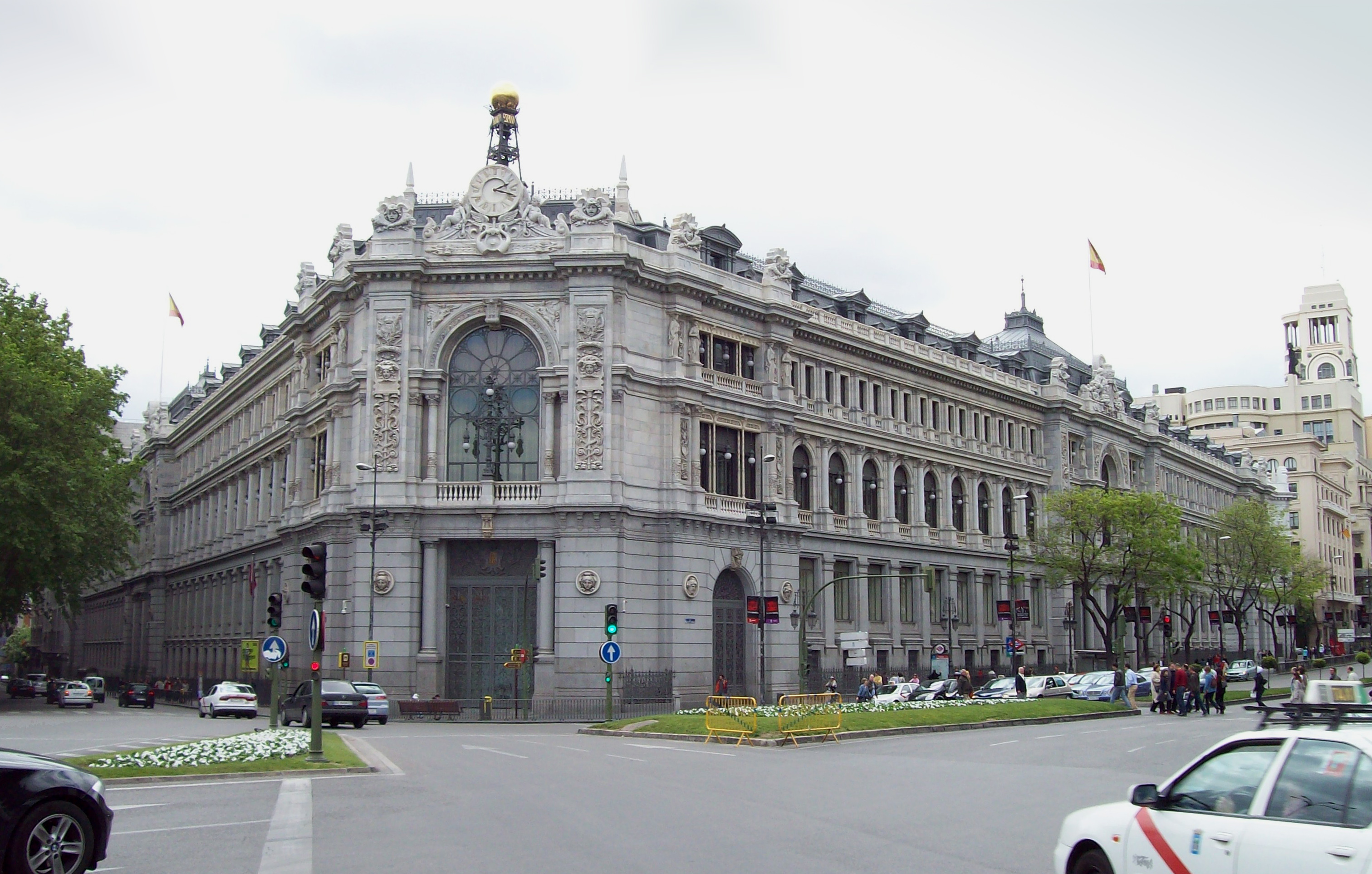
ساختمان بانک مرکزی اسپانیا در مادرید، که ذخایر طلای آن در سال ۱۹۳۶ به شوروی و فرانسه فرستاده شد.

طلای مسکو (به اسپانیایی: Oro de Moscú) یا طلای جمهوری (به اسپانیایی: Oro de la República) اشاره به عملیات انتقال ۵۱۰ تن طلا و ارز رایج از بانک مرکزی اسپانیا به اتحاد جماهیر شوروی دارد. این مقدار طلا ۷۲٫۶ درصد از ذخایر طلای اسپانیا به‌شمار می‌رفت. چند ماه پس از آغاز جنگ داخلی اسپانیا جمهوری دوم، به ریاست فرانسیسکو لارگو کابالرو و وزارت خزانه‌داری خوان نگرین، در مذاکره با شوروی تصمیم گرفت که این مبلغ را به مسکو منتقل کنند تا در عوض شوروی کالاهای مورد نیاز در زمان جنگ را برای جمهوری‌خواهان تأمین کند. یک چهارم باقی ماندهٔ ذخایر نیز بالغ بر ۱۹۳ تن طلا بود، که عمدتاً به فرانسه برده شد و به فروش رسید و با نام مشابه «طلای پاریس» شناخته می‌شود.
در سال ۲۰۱۰ میلادی، بهای برآورد شدهٔ این مقدار طلا، تنها بر حسب میزان ارزش فلزات آن، بالغ بر ۲۰۰۰۰ میلیون یورو و ارزش حداقلی آن ۱۲٫۲۰۰ میلیون یورو محاسبه شده‌است.
در دههٔ ۱۹۳۰ میلادی عبارت «طلای مسکو»، که در طول جنگ داخلی و اوایل حکومت ژنرال فرانکو با شرایط موجود کشور مورد استفاده قرار می‌گرفت، برای مطبوعات بین‌المللی محبوب شد. در طول جنگ سرد نیز در پروپاگاندا علیه شوروی و احزاب و اتحادیه‌های کارگری غربی از این مسئله استفاده می‌شد و گفته می‌شد که این مبلغ برای نزدیکی و «هم‌جوشی» بیشتر با شوروی، به آن اهدا شده.
در حالی که برخی نویسندگان (همچون آنخل وینیاس یا انریکه مورادیوس) معتقدند که فرستادن طلا به اتحاد جماهیر شوری تنها گزینهٔ پیش روی جمهوری‌خواهان در برابر پیشروی‌های شورشیان و عدم دخالت دموکراسی‌های غربی بود که می‌توانست موجب بقای جمهوری شود. در برابر برخی دیگر از نویسندگان (همچون فرانسیسکو اولایا مورالس) این ماجرا را یک دروغ شاخدار می‌دانند و این انتقال طلا را از مهمترین دلایل شکست جمهوری‌خواهان می‌شمارند و خوان نگرین را به عنوان مسئول این عمل، محکوم می‌کنند.

## وجه تسمیه
منشأ واژهٔ «طلای مسکو» (Moscow Gold) به انتقاد از تأمین مالی احزاب و اتحادیه‌های کارگری مرتبط با ایدئولوژی کمونیسم در اروپای غربی برمی‌گردد. رسانه‌های انگلیسی‌زبان، همچون مجله تایم، از این واژه در اشاره به سیاست‌های بین‌الملل دولت ژوزف استالین، که تا پیش از سال ۱۹۳۵ در جهت صدور انقلاب و به اصطلاح انقلاب جهانی پرولتاریا تلاش می‌کرد، استفاده می‌کردند. در این دوره به وضوح شوروی برنامه‌های خود برای فعالیت‌های سیاسی جنبش‌های کمونیست و فعالان کارگری را در بریتانیا و ایالات متحده تشدید کرده بود. تایم بر این باور بود که این سیاست شوروی در حدود سال ۱۹۳۵، برای مشارکت کمونیست‌ها در تشکیل گروه‌های مردمی در کشورهای مختلف جهان بود و از مقابلهٔ استالین با انتقادهای تروتسکیسم ناشی می‌شد.
در اوایل دههٔ ۱۹۹۰ میلادی با فروپاشی نظام شوروی، که شروعی برای یک دوره از تحولات سیاسی در میان احزاب کمونیست اروپای غربی بود، عبارت «طلای مسکو» (L'or de Moscou) مجدداً در کمپین‌های انتخاباتی بر سر زبان‌ها افتاد و PCF به رهبری جورج مارچیس، متهم به پشتیبانی مالی از سوی شوروی شد.

## شرح وقایع اسپانیا

### وضعیت آغاز جنگ داخلی
از ۱۹ ژوئیه ۱۹۳۶، چند روز پس از شورش نظامی سران طرفین درگیر، خوزه جیرال (نخست‌وزیر جمهوری) و ژنرال فرانکو (پیشوای ملی‌گرایان) و کمی بعدتر سرپرست ارتش آفریقا، در اقداماتی مشابه برای حمایت مالی از کشورهای دیگر تلاش کردند. از یک سو جمهوری‌خواهان از فرانسه کمک خواستند و از سویی نمایندگانی از شورشیان به رم و برلین رفتند.
همزمان با آغاز جنگ داخلی اسپانیا، در کشور فرانسه دولتی از حزب جبههٔ مردمی روی کار آمده بود که اکثریت اعضای هستهٔ مرکزی آن را حزب رادیکال تشکیل می‌داد. اگرچه لئون بلوم سعی داشت، مانند حزب کمونیست، از جمهوری‌خواهان حمایت کند، ولی رادیکال‌ها با این مخالف بودند و او را تهدید می‌کردند که در صورت کمک به جمهوری اسپانیا، از حمایت او دست برمی‌دارند. آن‌ها به هشدارهای انگلستان دربارهٔ ریسک ممانعت از سیاست‌های مماشات
دولت محافظه‌کار استنلی بالدوین گوش فرا داده و در ۲۵ ژوئیه ۱۹۳۶ ممنوعیت هر گونه مساعدت توسط فرانسه در شورای وزیران تصویب شد. در همان روزی که عدم مداخله دموکراسی‌های غربی تأیید شد، آدولف هیتلر رضایت خود برای حضور دسته‌های مقدماتی ناوگان هوایی، خدمه و تجهیزات فنی در مراکش را اعلام کرد و در ۲۷ ژوئیه بنیتو موسولینی دستور اعزام هواپیماهایی را داد که چند روز بعد، در ۲۹ ژوئیه ۱۹۳۶، تدارکات را به سربازان ملی‌گرایان حاضر در سویا رساندند. دولت نازی از یک شرکت اقماری، به نام اتحادیه حمل و نقل اسپانیا-مراکش، برای پوشش حمایت‌های هوایی و انتقال منابع به حامیان ژنرال فرانکو استفاده کرد.
روز ۱ اوت ۱۹۳۶ دولت فرانسه در جامعه ملل «موافقت‌نامهٔ عدم مداخله در اسپانیا» را پیشنهاد کرد که با پشتیبانی دیگر کشورها، روز ۷ اوت در پاریس تصویب شد. این موافقت‌نامه به امضای نمایندگان اتحاد جماهیر شوروی، پرتغال، ایتالیا و رایش سوم رسید و کمیتهٔ نظارتی لندن در ۹ سپتامبر ۱۹۳۶ برای نظارت بر آن تأسیس شد. با این حال کشورها همچنان به کمک‌های لجستیکی و مادی خود از طرفین درگیر ادامه می‌دادند. از سویی عوامل دولت جمهوری‌خواه تدارکات لازم خود را از مکزیک و بازار سیاه تهیه می‌کردند.

قلمرو تحت کنترل دو جبههٔ متخاصم در سپتامبر ۱۹۳۶.

در این حین طی ماه‌های اوت و سپتامبر ۱۹۳۶ نیروهای ملی‌گرا پیشرفت قابل توجهی داشتند، در ۱۴ اوت نبرد باداخوس منجر به کنترل مرزهای پرتغال توسط ملی‌گرایان شد و در ۴ سپتامبر هم با ورودشان به شهر ارون ارتباط جمهوری را با باسک فرانسه قطع کردند. این اتفاقات هم‌زمان با تغییر در سیاست‌های خارجهٔ شوروی رخ دادند که آن کشور را به سوی مداخله‌گری پیش می‌برد. مارسل روزنبرگ (نمایندهٔ سابق شوروی در لیگ ملل) در ۲۱ اوت ۱۹۳۶ نخستین ارتباط دیپلماتیک میان کشورش با جمهوری‌خواهان را در مادرید رغم زد.
در اواخر سپتامبر ۱۹۳۶ احزاب کمونیست در کشورهای مختلف دستورالعمل کمینترن و مسکو برای عضوگیری و سازمان‌دهی تیپ‌های بین‌المللی جهت مبارزه در ماه نوامبر، را دریافت کردند. در همین حین، در ۲۸ سپتامبر با پایان فتح آلکاسار د تولدو، نیروهای تحت رهبری ژنرال وارلا راهی نبرد مادرید شدند.
در ماه اکتبر ۱۹۳۶ اتحاد جماهیر شوروی به دولت جدید لارگو کابایرو، که شامل دو وزیر از حزب کمونیست بود، کمک کرد. سفیر شوروی در لندن، ایوان مایسکی، در ۲۳ اکتبر ۱۹۳۶ به کمیتهٔ نظارت بر عدم مداخله شکایت کرده و اقدامات ایتالیا و آلمان نازی را محکوم کرده و خواستار بازگرداندن حق مشروع حاکمیت به جمهوری‌خواهان شد. پنج روز بعد، در ۲۸ اکتبر ۱۹۳۶، چهار کشتی شوروی محموله‌های طلای بانک مرکزی اسپانیا، که در ۱۴ سپتامبر تخلیه شده‌بودند، را از بندر کارتاگنا خارج کردند.

### وضعیت ذخایر بانکی اسپانیا
آمار بین‌المللی نشان می‌دهد چند ماه پیش از آغاز جنگ داخلی، در ماه مه ۱۹۳۶، اسپانیا دارای چهارمین ذخایر بزرگ طلا در جهان بود. این مقدار طلا در دوران جنگ جهانی اول انباشته شده بود که اسپانیا در آن اعلان بی‌طرفی کرده بود. با توجه به اسناد بانک مرکزی اسپانیا (BDE) از سال ۱۹۳۱ بخش اعظم این دارایی‌ها در مادرید بود و بخش کوچک‌تری از آن در مقرهای بانک مرکزی در ایالات مختلف و حساب‌های بانکی پاریس نگهداری می‌شدند. غالب طلاها به شکل مسکوکات خارجی و اسپانیایی بودند و تنها ۶۴ شمش طلا در میان دارایی‌های بانک اسپانیا وجود داشت که حدود یک‌صدم درصد آن را دربرمی‌گیرد.